# Lijst van voetbalinterlands Lesotho - Zuid-Afrika
Deze lijst van voetbalinterlands is een overzicht van alle officiële voetbalwedstrijden tussen de nationale teams van Lesotho en Zuid-Afrika. De Afrikaanse buurlanden hebben tot op heden veertien keer tegen elkaar gespeeld. De eerste ontmoeting, een vriendschappelijke wedstrijd, vond plaats op 26 april 1995 in Maseru. Het laatste duel, een kwalificatiewedstrijd voor het Wereldkampioenschap voetbal 2026, werd gespeeld in Polokwane op 21 maart 2025.

## Wedstrijden
| №  | Plaats         | Datum            | Competitie                                        | Wedstrijd             | Uitslag |
| -- | -------------- | ---------------- | ------------------------------------------------- | --------------------- | ------- |
| 1  | Maseru         | 26 april 1995    | Vriendschappelijk                                 | Lesotho − Zuid-Afrika | 1 − 3   |
| 2  | Maseru         | 9 april 2000     | WK 2002 kwalificatie                              | Lesotho − Zuid-Afrika | 0 − 2   |
| 3  | Bloemfontein   | 22 april 2000    | WK 2002 kwalificatie                              | Zuid-Afrika − Lesotho | 1 − 0   |
| 4  | Maseru         | 8 oktober 2003   | Vriendschappelijk                                 | Lesotho − Zuid-Afrika | 0 − 3   |
| 5  | Maseru         | 10 mei 2006      | Vriendschappelijk                                 | Lesotho − Zuid-Afrika | 0 − 0   |
| 6  | Ndola          | 20 juli 2013     | COSAFA Cup 2013                                   | Lesotho − Zuid-Afrika | 1 − 2   |
| 7  | Maseru         | 14 mei 2015      | Vriendschappelijk                                 | Lesotho − Zuid-Afrika | 0 − 0   |
| 8  | Maseru         | 16 mei 2015      | Vriendschappelijk                                 | Lesotho − Zuid-Afrika | 1 − 1   |
| 9  | Windhoek       | 18 juni 2016     | COSAFA Cup 2016                                   | Zuid-Afrika − Lesotho | 1 − 1   |
| 10 | Maseru         | 28 juli 2019     | African Championship of Nations 2020 kwalificatie | Lesotho − Zuid-Afrika | 3 − 2   |
| 11 | Johannesburg   | 4 augustus 2019  | African Championship of Nations 2020 kwalificatie | Zuid-Afrika − Lesotho | 0 − 3   |
| 12 | Port Elizabeth | 13 juli 2021     | COSAFA Cup 2021                                   | Zuid-Afrika − Lesotho | 4 − 0   |
| 13 | Pretoria       | 11 januari 2024  | Vriendschappelijk                                 | Zuid-Afrika − Lesotho | 0 − 0   |
| 14 | Polokwane      | 21 maart 2025    | WK 2026 kwalificatie                              | Zuid-Afrika − Lesotho | 2 − 0   |
| 15 | Bloemfontein   | 5 september 2025 | WK 2026 kwalificatie                              | Lesotho − Zuid-Afrika |         |

## Samenvatting
| Competitie                                   | Totaal gespeeld | Winst Lesotho | Gelijk | Winst Zuid-Afrika | Doelsaldo Lesotho – Zuid-Afrika |
| -------------------------------------------- | --------------- | ------------- | ------ | ----------------- | ------------------------------- |
| WK-kwalificatie                              | 3               | 0             | 0      | 3                 | 0 − 5                           |
| African Championship of Nations-kwalificatie | 2               | 2             | 0      | 0                 | 6 − 2                           |
| COSAFA Cup                                   | 3               | 0             | 1      | 2                 | 2 − 7                           |
| Vriendschappelijk                            | 6               | 0             | 4      | 2                 | 2 − 7                           |
| Totaal                                       | 14              | 2             | 5      | 7                 | 10 − 21                         |

LFA · 
Lesothaans vrouwenelftal
Interlands
Tegenstander:
Algerije ·
Angola ·
Benin ·
Botswana ·
Burkina Faso ·
Burundi ·
Centraal-Afrikaanse Republiek ·
Comoren ·
Congo-Kinshasa ·
Ethiopië ·
Gabon ·
Gambia ·
Ghana ·
Guinee ·
Ivoorkust ·
Kaapverdië ·
Kameroen ·
Kenia ·
Laos ·
Liberia ·
Libië ·
Madagaskar ·
Malawi ·
Maleisië ·
Marokko ·
Mauritanië ·
Mauritius ·
Mozambique ·
Myanmar ·
Namibië ·
Niger ·
Nigeria ·
Oeganda ·
Rwanda ·
Sao Tomé en Principe ·
Senegal ·
Seychellen ·
Sierra Leone ·
Soedan ·
Swaziland ·
Tanzania ·
Togo ·
Zambia ·
Zimbabwe ·
Zuid-Afrika
SAFA · A-internationals · Bondscoaches · Selecties · Statistieken · Zuid-Afrikaans vrouwenelftal · Olympisch elftal · Zuid-Afrika U21 · Zuid-Afrika U19 · Zuid-Afrika U17
1906 – 1919 ·
1920 – 1929 ·
1930 – 1939 ·
1940 – 1949 · 
1950 – 1959 · 
1960 – 1969 · 
1970 – 1979 · 
1980 – 1989 · 
1990 – 1999 · 
2000 – 2009 · 
2010 – 2019 ·
2020 − 2029
AC 1996 · 
AC 1998 · 
AC 2000 · 
AC 2002 · 
AC 2004 · 
AC 2006 · 
AC 2008 · 
AC 2013
WK 1998 · 
WK 2002 · 
WK 2010
OS 2000 ·
OS 2016 ·
OS 2020
1947 · 
1948–1949 · 
1950 · 
1951-1952 ·
1953 · 
1954 · 
1955 · 
1956–1991 · 
1992 · 
1993 · 
1994 · 
1995 · 
1996 · 
1997 · 
1998 · 
1999 · 
2000 · 
2001 · 
2002 · 
2003 · 
2004 · 
2005 · 
2006 · 
2007 · 
2008 · 
2009 · 
2010 · 
2011 · 
2012 · 
2013 · 
2014 · 
2015 · 
2016 ·
2017 ·
2018 ·
2019 ·
2020 ·
2021 ·
2022 ·
2023 ·
2024
Algerije ·
Andorra ·
Angola ·
Argentinië ·
Australië ·
Benin ·
Bolivia ·
Botswana ·
Brazilië ·
Bulgarije ·
Burkina Faso ·
Burundi ·
Canada ·
Centraal-Afrikaanse Republiek ·
Chili ·
Colombia ·
Comoren ·
Congo-Brazzaville ·
Congo-Kinshasa ·
Costa Rica ·
Denemarken ·
Duitsland ·
Ecuador ·
Egypte ·
Engeland ·
Equatoriaal-Guinea ·
Ethiopië ·
Frankrijk ·
Gabon ·
Gambia ·
Georgië ·
Ghana ·
Guatemala ·
Guinee ·
Guinee-Bissau ·
Honduras ·
Ierland ·
IJsland ·
Irak ·
Israël ·
Italië ·
Ivoorkust ·
Jamaica ·
Japan ·
Kaapverdië ·
Kameroen ·
Kenia ·
Lesotho ·
Liberia ·
Libië ·
Madagaskar ·
Malawi ·
Mali ·
Malta ·
Marokko ·
Mauritanië ·
Mauritius ·
Mexico ·
Mozambique ·
Namibië ·
Nederland ·
Nieuw-Zeeland ·
Niger ·
Nigeria ·
Noord-Korea ·
Noorwegen ·
Oeganda ·
Panama ·
Paraguay ·
Polen ·
Portugal ·
Rwanda ·
Saoedi-Arabië ·
Sao Tomé en Principe ·
Schotland ·
Senegal ·
Servië ·
Seychellen ·
Sierra Leone ·
Slovenië ·
Soedan ·
Spanje ·
Swaziland ·
Tanzania ·
Thailand ·
Trinidad en Tobago ·
Tsjaad ·
Tsjechië ·
Tunesië ·
Turkije ·
Uruguay ·
Verenigde Arabische Emiraten ·
Verenigde Staten ·
Zambia ·
Zimbabwe ·
Zuid-Soedan ·
Zweden
Frankrijk (2010) ·
Mexico (2010) ·
Paraguay (2002) · 
Slovenië (2002) · 
Spanje (2002) · 
Uruguay (2010)